# Колепардо
Колепардо (итал. Collepardo) је насеље у Италији у округу Фрозиноне, региону Лацио.
Према процени из 2011. у насељу је живело 544 становника. Насеље се налази на надморској висини од 581 м.

## Становништво
| 1936. | 1951. | 1961. | 1971. | 1981. | 1991. | 2001. | 2011. |
| ----- | ----- | ----- | ----- | ----- | ----- | ----- | ----- |
| 1.180 | 1.222 | 1.145 | 907   | 803   | 867   | 928   | 975   |